# Sorato Anraku
Sorato Anraku (japonsky 安楽 宙斗, Anraku Sorato, * 14. listopadu 2006 Jačijo, Japonsko) je japonský lezec, který se specializuje na sportovní lezení a bouldering.
Na světovém šampionátu 2023 vybojoval stříbrnou medaili v lezení na obtížnost. Na letních olympijských hrách v Paříži v roce 2024 získal stříbro v kombinaci (bouldering + obtížnost).